# 黃草嶺站
黃草嶺站（韓語：황초령역）是朝鮮民主主義人民共和國咸鏡南道长津郡的一個鐵路車站，属于长津线。

## 邻近车站
长津线
堡莊站 - 黃草嶺站 - 古土站